# Övergrans församling
Övergrans församling är en församling i Upplands södra kontrakt i Uppsala stift. Församlingen ligger i Håbo kommun i Uppsala län och ingår i Håbo pastorat.

## Administrativ historik
Församlingen har medeltida ursprung. 
Församlingen var till 1977 moderförsamling i pastoratet Övergran och Yttergran som 1 maj 1923 utökades med Kalmar församling och 1962 med Skoklosters och Häggeby församlingar. År 1977 namnändrades pastoratet till Håbo pastorat varefter denna församling ingått i det pastoratet.

## Kyrkor
- Övergrans kyrka